# 扁頭兔脂鯉
扁頭兔脂鯉，為輻鰭魚綱脂鯉目脂鯉亞目上口脂鯉科的其中一個種，分布於南美洲阿根廷淡水流域，體長可達33公分，棲息在植被茂盛生長的水域，生活習性不明。